# Медаль і премія Дірака
Меда́ль і пре́мія Діра́ка (англ. Paul Dirac Medal and Prize) — міжнародна наукова нагорода в галузі теоретичної фізики, яку присуджує Інститут фізики. Нагороду засновано на вшанування пам'яті англо-швейцарського фізика-теоретика Поля Дірака у 1985 році. Вручають з 1987 року. Нагороду може отримати будь-який фізик-науковець за видатні досягнення в галузі теоретичної (включно з математичною та обчислювальною) фізики. До медалі додається грошова винагорода розміром 1000 фунтів стерлінгів, а також сертифікат. Лауреата нагороди можуть запросити прочитати лекцію в Інституті фізики.

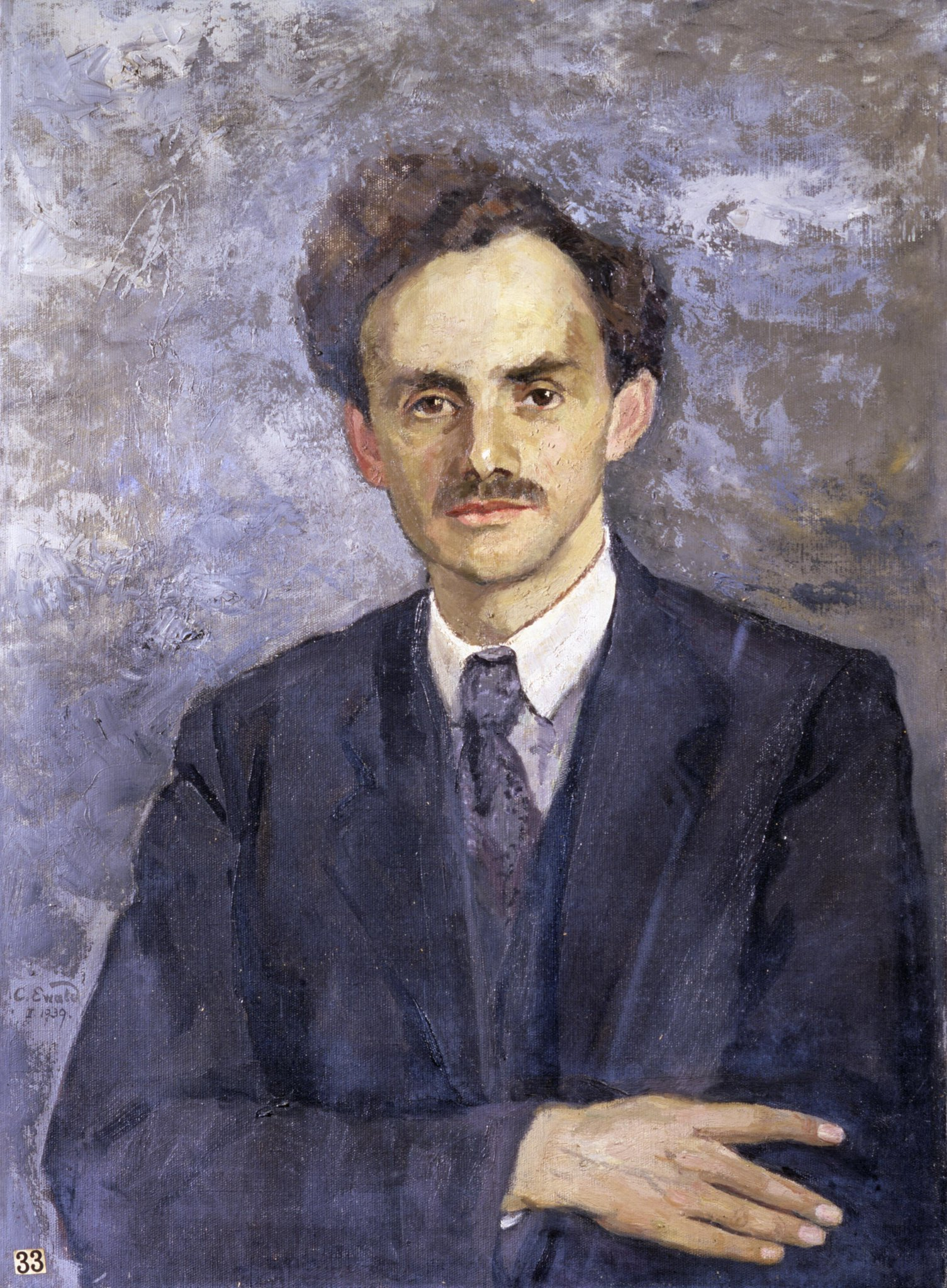
Поль Дірак. Портрет роботи (1939)

## Лауреати
| Рік  | Лауреат              | Обґрунтування нагороди |
| ---- | -------------------- | --- |
| 2021 | Стівен Балбус        | Оригінальний текст (англ.) [«For fundamental contributions to the theory of accretion-disc turbulence and the dynamical stability of astrophysical fluids, breaking new ground by establishing the critical role played by weak magnetic fields»] Помилка: [undefined] Помилка: {{Lang}}: немає тексту (допомога): не вказано код мови (допомога) За фундаментальний внесок у теорію турбулентності акреційного диска та динамічної стабільності астрофізичних рідин, відкриття нових основ шляхом встановлення вирішальної ролі, яку відіграють слабкі магнітні поля                                                                                                |
| 2020 | Карлос Френк         | Оригінальний текст (англ.) [«For outstanding contributions to establishing the current standard model for the formation of all cosmic structure, and for leading computational cosmology within the UK for more than three decades»] Помилка: [undefined] Помилка: {{Lang}}: немає тексту (допомога): не вказано код мови (допомога) За видатний внесок у створення сучасної стандартної моделі для формування всієї космічної структури та за провідну роль в обчислювальній космології у Великій Британії протягом більш ніж трьох десятиліть |
| 2019 | R. Keith Ellis       | Оригінальний текст (англ.) [«For his seminal work in quantum chromodynamics (QCD) where he performed many of the key calculations that led to the acceptance of QCD as the correct theory of the strong interaction»] Помилка: [undefined] Помилка: {{Lang}}: немає тексту (допомога): не вказано код мови (допомога) За фундаментальну роботу з квантової хромодинаміки (КХД), де він виконав багато ключових розрахунків, які привели до визнання КХД правильною теорією сильної взаємодії |
| 2018 | Джон Чалкер          | Оригінальний текст (англ.) [«For his pioneering, deep, and distinctive contributions to condensed-matter theory, particularly in the quantum Hall effect, and to geometrically frustrated magnets»] Помилка: [undefined] Помилка: {{Lang}}: немає тексту (допомога): не вказано код мови (допомога) За новаторський, глибокий і особливий внесок у теорію конденсованого стану, зокрема в квантовий ефект Голла та геометрично фрустровані магніти. |
| 2017 | Майкл Дафф           | Оригінальний текст (англ.) [«For sustained groundbreaking contributions to theoretical physics including the discovery of Weyl anomalies, for having pioneered Kaluza-Klein supergravity, and for recognising that superstrings in 10 dimensions are merely a special case of membranes in an 11-dimensional M-theory»] Помилка: [undefined] Помилка: {{Lang}}: немає тексту (допомога): не вказано код мови (допомога) За постійний новаторський внесок у теоретичну фізику, включаючи відкриття аномалій Вейля, за відкриття супергравітації Калуца-Клейна та за визнання того, що суперструни в 10 вимірах є лише окремим випадком мембран в 11-вимірній М-теорії |
| 2016 | Санду Попеску        | Оригінальний текст (англ.) [«For his fundamental and influential research into nonlocality and his contribution to the foundations of quantum physics»] Помилка: [undefined] Помилка: {{Lang}}: немає тексту (допомога): не вказано код мови (допомога) За його фундаментальні та впливові дослідження нелокальності та внесок у основи квантової фізики |
| 2015 | Джон Барроу          | Оригінальний текст (англ.) [«For his combination of mathematical and physical reasoning to increase our understanding of the evolution of the universe, and his use of cosmology to increase our understanding of fundamental physics»] Помилка: [undefined] Помилка: {{Lang}}: немає тексту (допомога): не вказано код мови (допомога) За поєднання математичних і фізичних міркувань, щоб розширити наше розуміння еволюції Всесвіту, і за використання космології для розширення нашого розуміння фундаментальної фізики |
| 2014 | Тім Палмер           | Оригінальний текст (англ.) [«For the development of probabilistic weather and climate prediction systems»] Помилка: [undefined] Помилка: {{Lang}}: немає тексту (допомога): не вказано код мови (допомога) За розробку систем імовірнісного прогнозування погоди та клімату |
| 2013 | Stephen Mark Barnett | Оригінальний текст (англ.) [«For his wide ranging contributions throughout optics research, which both inspire and lead experimental endeavours»] Помилка: [undefined] Помилка: {{Lang}}: немає тексту (допомога): не вказано код мови (допомога) За його широкий внесок у дослідження в галузі оптики, які спонукають та розвивають експериментальні підходи |
| 2012 | Graham Garland Ross  | Оригінальний текст (англ.) [«For his theoretical work in developing both the Standard Model of fundamental particles and forces and theories beyond the Standard Model that have led to many new insights into the origins and nature of the universe»] Помилка: [undefined] Помилка: {{Lang}}: немає тексту (допомога): не вказано код мови (допомога) За теоретичну роботу з розробки як Стандартної моделі елементарних частинок і сил, так і теорій за межами Стандартної моделі, які привели до багатьох нових уявлень про походження та природу Всесвіту |
| 2011 | Christopher Isham    | Оригінальний текст (англ.) [«For his major contributions to the search for a consistent quantum theory of gravity and to the foundations of quantum mechanics»] Помилка: [undefined] Помилка: {{Lang}}: немає тексту (допомога): не вказано код мови (допомога) За великий внесок у пошук цілісної квантової теорії гравітації та в основи квантової механіки |
| 2010 | Джеймс Бінні         | Оригінальний текст (англ.) [«For his contribution to our understanding of how galaxies are constituted, how they work and how they were formed»] Помилка: [undefined] Помилка: {{Lang}}: немає тексту (допомога): не вказано код мови (допомога) За внесок у наше розуміння того, як улаштовані галактики, як вони працюють і як утворилися. |
| 2009 | Michael Cates        | Оригінальний текст (англ.) [«For pioneering work in the theoretical physics of soft materials, particularly in relation to their flow behaviour»] Помилка: [undefined] Помилка: {{Lang}}: немає тексту (допомога): не вказано код мови (допомога) За новаторську роботу з теоретичної фізики м'яких матеріалів, зокрема щодо їх поведінки в умовах текучості |
| 2008 | Bryan Webber         | Оригінальний текст (англ.) [«For his pioneering work in understanding and applying quantum chromodynamics (QCD), the theory of the strong interaction which is one of the three fundamental forces of Nature»] Помилка: [undefined] Помилка: {{Lang}}: немає тексту (допомога): не вказано код мови (допомога) За його новаторську роботу в розумінні та застосуванні квантової хромодинаміки (КХД), теорії сильної взаємодії, що є однією з трьох фундаментальних сил природи |
| 2007 | David Sherrington    | Оригінальний текст (англ.) [«For his pioneering work in spin glasses»] Помилка: [undefined] Помилка: {{Lang}}: немає тексту (допомога): не вказано код мови (допомога) За новаторську роботу, пов'язану зі спіновим склом |
| 2006 | Michael Gillan       | Оригінальний текст (англ.) [«For his contributions to the development of atomic-scale computer simulations, which have greatly extended their power and effectiveness across an immense range of applications»] Помилка: [undefined] Помилка: {{Lang}}: немає тексту (допомога): не вказано код мови (допомога) За внесок у розробку комп'ютерного моделювання атомного масштабу, що значно розширило його можливості та ефективність у величезному діапазоні застосувань |
| 2005 | Джон Елліс           | Оригінальний текст (англ.) [«For his highly influential work on particle physics phenomenology; in particular on the properties of gluons, the Higgs boson and the top quark»] Помилка: [undefined] Помилка: {{Lang}}: немає тексту (допомога): не вказано код мови (допомога) За його дуже впливову роботу з феноменології фізики елементарних частинок; зокрема про властивості глюонів, бозона Хіггса та топ-кварка |
| 2004 | Майкл Грін           | |
| 2003 | Chris Hull           | |
| 2002 | John Hannay          | |
| 2001 | Brian Kidd Ridley    | |
| 2000 | John Cardy           | |
| 1999 | Ian C. Percival      | |
| 1998 | Девід Дойч           | |
| 1997 | Пітер Хіггс          | |
| 1996 | Джон Пендрі          | |
| 1995 | Daniel Frank Walls   | |
| 1994 | Volker Heine         | |
| 1993 | Девід Таулесс        | |
| 1992 | Ентоні Легетт        | |
| 1991 | Рудольф Пайєрлс      | |
| 1990 | Майкл Беррі          | |
| 1989 | Роджер Пенроуз       | |
| 1988 | Джон Стюарт Белл     | |
| 1987 | Стівен Гокінг        | |